# Девочки (группа)
«Девочки» — российская женская музыкальная группа. Проект продюсера Игоря Матвиенко и композитора Андрея Зуева, основанный в 1999 году.

## История
Из нескольких сотен девушек на кастинге в группу отобрали четверых. Ими стали: Валентина Рубцова, Татьяна Герасимова, Олимпиада Тетерич и Ирина Дубцова.
Заявили о себе «Девочки» шутливыми песнями «Я хочу быть птичкой» и «Говорила мама (У-ла-ла)», которые пытались активно промоутировать на радио и ТВ.
Представляя группу на фестивале «Бабий бунт», VJ MTV Александр Анатольевич сказал: «Это самая несерьезная группа!». В 2001 году группу покинула Ирина Дубцова. Продюсеры не стали искать ей замену, и коллектив продолжил существование в виде трио. Летом 2002 года вышла песня «Ведь я такая красивая сегодня», съёмки клипа на которую прошли в марте того же года под руководством Александра Андраникяна. 27 июня 2002 года в клубе «Кино» прошла презентация дебютного альбома группы «Не надо жу-жу». Пластинка состояла преимущественно из песен Андрея Зуева — некоторые из них были записаны ещё с вокалом Ирины Дубцовой. Осенью 2002 года на Первом канале стартовал проект «Фабрика звёзд», музыкальным продюсером которого стал Игорь Матвиенко. Ввиду того, что после завершения этого телепроекта продюсерский центр Игоря Матвиенко пополнился несколькими новыми артистами, времени заниматься явно бесперспективной группой «Девочки» у продюсера уже просто не было, и осенью 2003 года проект окончательно прекратил своё существование.
По словам участницы группы Татьяны Герасимовой:
«Мы решили с „Девочками“, что имея таких конкуренток, как „ВИА Гра“, „Блестящие“, мы немножко проигрываем. У нас не было таких открытых костюмов. Да и мы очень стеснялись надевать такие вещи, поэтому перспектив у нас радужных не было. Мы решили не затягивать и просто заняться другими делами. Например, телевидением…».
В 2010 году участницы группы в полном составе присутствовали на юбилее Игоря Матвиенко, а в 2015 году посетили студию «Пусть говорят» (выпуск был посвящён дню рождения Ирины Дубцовой), благодаря чему группа на несколько минут воссоединилась.

## Составы
| Период      | Состав            | Состав             | Состав            | Состав        |
| ----------- | ----------------- | ------------------ | ----------------- | ------------- |
| 1999 — 2001 | Валентина Рубцова | Татьяна Герасимова | Олимпиада Тетерич | Ирина Дубцова |
| 2001 — 2003 | Валентина Рубцова | Татьяна Герасимова | Олимпиада Тетерич |               |

## Дискография
- 2002 — Не надо жу-жу

## Видеоклипы
- «Я хочу быть птичкой» (1999, реж. О. Гусев)
- «Говорила мама» (2000, реж. М. Осадчий)
- «Ведь я такая красивая сегодня» (2002, реж. А. Андроникян)
- «Зачем вы девочки любите белобрысых» (2000) (клип группы «Иванушки International»)